# The Miskatonic Scale
The Miskatonic Scale è il novantesimo album in studio del chitarrista statunitense Buckethead, pubblicato il 23 maggio 2014 dalla Hatboxghost Music.

## Il disco
Cinquantacinquesimo disco appartenente alla serie "Buckethead Pikes", The Miskatonic Scale è stato pubblicato a distanza di appena tre giorni da Citacis ed è il terzo dei cinque album pubblicati dal chitarrista nel mese di maggio 2014.

## Tracce
Musiche di Buckethead.
1. M – 3:58
2. I – 6:05
3. S – 0:53
4. K – 5:42
5. A – 1:22
6. T – 2:50
7. O – 4:35
8. N – 4:09

## Formazione
- Buckethead – chitarra, basso, programmazione